# Jordan Godwin
Jordan Godwin (24 de noviembre de 1995) es un deportista británico que compite en ciclismo en la modalidad de BMX estilo libre. Consiguió tres medallas en los X Games, en los años 2023 y 2025.

## Medallero internacional
| \| X Games de Verano \| X Games de Verano \| X Games de Verano \| X Games de Verano \| \| Año \| Lugar \| Medalla \| Prueba \| \| ----------------- \| ------------------------------- \| ----------------- \| ----------------- \| \| 2023 \| California (Estados Unidos) \| Medalla de plata \| Calle \| \| 2025 \| Salt Lake City (Estados Unidos) \| Medalla de oro \| Calle \| \| 2025 \| Osaka (Japón) \| Medalla de bronce \| Calle \| |                                 |                   |        |
| X Games de Verano |                                 |                   |        |
| Año | Lugar                           | Medalla           | Prueba |
| 2023 | California (Estados Unidos)     | Medalla de plata  | Calle  |
| 2025 | Salt Lake City (Estados Unidos) | Medalla de oro    | Calle  |
| 2025 | Osaka (Japón)                   | Medalla de bronce | Calle  |